# Сулаквелідзе Георгій Елгуджайович
Георгій Елгуджайович Сулаквелідзе (рос. Георгий Элгуджаевич Сулаквелидзе, нар. 18 квітня 2001, Москва, Росія) — російський футболіст грузинського походження, півзахисник московського «Динамо».

## Ігрова кар'єра
Георгій Сулаквелідзе народився у Москві у грузинській родині. Футболом почав займатися з десятирічного віку. Пройшов футбольні школи ряда клубів. Серед яких «Хімки», тульський «Арсенал» і московське «Динамо». 
Саме у складі останнього футболіст і почав виступи на професійному рівні.
З 2021 року Сулаквелідзе грає у складі «Динамо-2» у Лругій лізі чемпіонату Росії. Починаючи з сезону 2022/23 футболіста почали залучати до першої команди. Свій дебютний матч в головній команді клубу Сулаквелідзе провів 31 серпня 2022 року, коли вийшов у стартовому складі на матч Кубка країни проти «Ростова».